# Cymbopogon jwarancusa
Cymbopogon jwarancusa là một loài thực vật có hoa trong họ Hòa thảo. Loài này được (Jones) Schult. mô tả khoa học đầu tiên năm 1824.